# Bundesgymnasium und Bundesrealgymnasium Mattersburg
Das Bundesgymnasium und Bundesrealgymnasium Mattersburg ist eine Schule in der burgenländischen Bezirkshauptstadt Mattersburg.

## Architektur
Das Bundesgymnasium und Bundesrealgymnasium Mattersburg befindet sich an der Hochstraße 1 und nimmt eine markante Position im Stadtbild ein. Das von 1934 bis 1936 errichtete Schulgebäude ist ein Spätwerk des Architekten Alfred Keller, der von der Heimatschutzarchitektur beeinflusst war. Es wurde ursprünglich als römisch-katholische Lehrerbildungsanstalt erbaut und ist das Ergebnis eines Wettbewerbs, bei dem Alfred Keller den ersten Preis erhielt. Das anschließende Seminargebäude wurde von 1953 bis 1954 nach Plänen von Robert Kramreiter errichtet.

## Bildungsangebote
Das Bundesgymnasium und Bundesrealgymnasium setzt besondere Schwerpunkte im Bereich Fremdsprachen – unter anderem werden Ungarisch und Kroatisch angeboten – sowie im naturwissenschaftlichen Unterricht. Dazu zählt die Möglichkeit Geometrie als Hauptfach in der Unterstufe zu wählen. Außerdem gibt es eine Klasse für begabte Allroundsportler.

## Geschichte
Die kurz vor Beginn des Ersten Weltkriegs gegründete Staatsbürgerschule für Knaben in Mattersburg wurde 1924 in eine Mittelschule umgewandelt: die Burgenländische Deutsche Mittelschule, die der Verwaltung des neuen Bundeslands Burgenland unterstand. Der Schultyp der Deutschen Mittelschule hörte 1928 österreichweit zu bestehen auf. Die Mattersburger Mittelschule trug nun bis 1938 die Bezeichnung Burgenländisches Unter-Realgymnasium. In Ermangelung eines größeren Schulgebäudes konnte noch kein Vollbetrieb als Realgymnasium aufgenommen werden.
Nach dem Anschluss Österreichs beschlagnahmte die Schulbehörde das Gebäude der römisch-katholischen Lehrerbildungsanstalt in Mattersburg. Das nunmehr mit acht Schulstufen geführte Gymnasium konnte unter der Bezeichnung Staatliche Oberschule für Jungen kurzzeitig das Gebäude nutzen, wurde allerdings bereits ab 1942 in verschiedenen Behelfsquartieren wie einem Gasthof untergebracht, als die ehemalige Lehrerbildungsanstalt als Kriegslazarett gebraucht wurde. Ende des Zweiten Weltkriegs wurde der Betrieb der Schule eingestellt.
1945 erfolgte die Wiederöffnung der Schule als Staatsrealgymnasium (mit gymnasialem Zweig), das 1946 in ein Bundesrealgymnasium (mit gymnasialem Zweig) und schließlich 1948 in ein Bundesrealgymnasium und Bundesgymnasium umgewandelt wurde. Das Gebäude der ehemaligen Lehrerbildungsanstalt, das wieder in das Eigentum der römisch-katholischen Kirche überging, wurde nun angemietet. Auch das 1933 in Eisenstadt gegründete römisch-katholische Knabenseminar war seit 1945/1946 dort untergebracht, erhielt jedoch 1953/1954 ein eigenes Seminargebäude direkt neben der Schule. 1964 wurde aus dem Bundesrealgymnasium und Bundesgymnasium ein Bundesgymnasium und Bundesrealgymnasium. Das Knabenseminar wurde 1998 geschlossen. Von 1999 bis 2002 wurde das Schulgebäude umgebaut und saniert.

## Bekannte ehemalige Schüler
| Name                | Maturajahr | zur Person                                   |
| ------------------- | ---------- | -------------------------------------------- |
| Josef Bernhardt     | 1978       | Künstler                                     |
| Thomas Bugnyar      |            | Biologe und Verhaltensforscher               |
| Gerhard Frasz       | 1957       | Politiker                                    |
| Rudolf Geißler      | 1976       | Politiker                                    |
| Johann Hörist       | 1979       | römisch-katholischer Theologe                |
| Paul Iby            | 1954       | römisch-katholischer Bischof von Eisenstadt  |
| Andreas Ivanschitz  | 2003       | Fußballspieler (Schulwechsel nach Wien 1998) |
| Anja Haider-Wallner | 1997       | Politikerin                                  |
| Theodor Kery        |            | Politiker, Landeshauptmann des Burgenlands   |
| Martin Korpitsch    | 1974       | Generalvikar der Diözese Eisenstadt          |
| Hertha Kräftner     | 1946       | Schriftstellerin                             |
| Eduard Kutrowatz    | 1981       | Pianist                                      |
| Johannes Kutrowatz  | 1980       | Pianist                                      |
| Wolfgang Murnberger | 1980       | Filmregisseur und Drehbuchautor              |
| Johannes Novak      | 1982       | Biologe, Pharmazeut und Hochschullehrer      |
| Josef Ostermayer    | 1979       | Politiker, Staatssekretär                    |
| Georg Pehm          | 1982       | Politiker                                    |
| Matthias Pinter     |            | Politiker                                    |
| Ernst Rauchwarter   | 1959       | Politiker                                    |
| Franz Resch         |            | Politiker                                    |
| Stefan Salzl        |            | Tierarzt und Politiker                       |
| Franz Sauerzopf     | 1950       | Politiker                                    |
| Emmerich Tálos      | 1962       | Politikwissenschafter                        |
| Günter Widder       | 1959       | Politiker                                    |
| Johann Wildt        |            | Politiker                                    |
| Ägidius Zsifkovics  | 1981       | römisch-katholischer Bischof von Eisenstadt  |

## Leitung
- 1924–1928 Rudolf Zechmeister[4]
- 1928–1935 Josef Ruhs
- 1935–1945 Hans Graf
- 1945–1975 Friedrich Szmudits
- 1976–1977 Anton Bürger (provisorisch)
- 1977–1993 Franz Seba
- 1994–2010 Herbert Kanz
- 2010–2018 Karl Pinter
- 2018–2024 Gerlinde Mihalits
- seit 2024 Christian Schreiner[5]